# Huân chương Chữ thập Victoria
Huân chương Chữ thập Victoria (tiếng Anh: Victoria Cross) là phần thưởng cao quý của Nữ hoàng Anh và Vương quốc Anh dành cho các cá nhân, đơn vị quân đội hoặc đơn vị phục vụ quân đội, và một số trường hợp ngoại lệ cho người không phải là quân nhân. Huân chương này được Nữ hoàng Victoria trao tặng lần đầu tiên vào ngày 29 tháng 1 năm 1856. Người được tặng Huân chương Chữ thập Victoria có quyền dùng ký hiệu VC, chữ viết tắt của Victoria Cross sau tên họ của mình.

## Mô tả
Mặt trước của chữ thập có hình vương miện Anh, trên nó là một con sư tử đang canh gác, xung quanh là bốn đôi tam giác với các đỉnh hướng vào tâm huân chương. Phía dưới vương miện có dòng chữ, được viết uốn thành hình nửa đường tròn "FOR VALOUR" do chính nữ hoàng Victoria chọn, thay cho ý định ban đầu là "FOR BRAVERY". Phía sau huân chương có ghi tên, quân hàm, số và tên đơn vị của quân nhân và ngày được trao tặng. Sợi dây đeo của huân chương có màu rượu đỏ. Trước đó, dây đeo màu xanh nước biển đã được dùng cho quân nhân Hải quân Hoàng gia Anh, nhưng đã bị hủy bỏ sau khi Không quân Hoàng gia Anh thành lập.
Việc trình bày của chiếc huân chương được phỏng theo huyền thoại cá nhân của chồng Nữ hoàng Victoria, Hoàng thân Albert, nhưng có nhiều khả năng là những người thợ đầu tiên đã tự nghĩ ra  mẫu của huân chương này. Huân chương được các người thợ trang sức ở London làm bằng tay nên mỗi chiếc có một kiểu trình bày độc nhất.

## Lần ban thưởng gần nhất
Vào 18 tháng 3 năm 2005, Johnson Gideon Beharry (Tiểu đoàn 1, Trung đoàn Hoàng gia của Hoàng tử xứ Wales) đã được trao tặng huân chương này.